# 横尾材木店
株式会社横尾材木店（よこおざいもくてん、英称:YOKOO CORPORATION）は、埼玉県本庄市に本社を置く不動産会社、住宅建築会社。事業内容は、不動産事業、住宅建築事業、新築分譲事業、リフォーム事業などがある。

## 概要
1926年（大正15年）、新潟県出身の横尾清治が、叔父の営んでいた材木商から独立するかたちで埼玉県本庄市に創業。創業当時はその社名の通り材木商であった。1963年に法人化。二代目社長の横尾良孝が39歳の若さで急逝後、良孝の妻であった横尾セツが社長代理に就任。セツは、これまでの材木商から事業の多角化を図り、建売住宅事業、注文住宅請負、不動産業などの事業に参入した。
材木商として創業された企業であるため、住宅事業参入後も建築する住宅は木造軸組工法の木造住宅である。自社にて建築する木造住宅は、「（J）充実」「（A）安心・安全」「（S）信頼」の頭文字から「JASの家」と呼ばれている。「JASの家」ではすべての柱や土台に耐震・耐火性に優れた4寸集成柱を使用しているのが特徴である。
コミュニケーションネームは「ywood（ワイウッド）」。これは、社名の横尾材木店をもじったものであると同時に、「（y）喜びや笑顔と」「（w）ワクワクするような感動を」「（o）多くのお客さまへ」「（o）お届けする」「（d）ドリームクリエイターであり続ける」という意味が込められている。

## 歴史
- 1926年（大正15年）- 横尾清治が叔父の営んでいた材木商から独立し、埼玉県本庄市東台で創業[2]。
- 1963年（昭和38年） -  株式会社横尾材木店を設立。
- 1979年（昭和54年） - 不動産売買・仲介部門を増設。建築請負業。
- 1986年（昭和61年） - 建築工事業第21536号を取得。
- 2006年（平成18年）、みずほ銀行を主幹事とする6銀行（みずほ銀行、埼玉りそな銀行、武蔵野銀行、群馬銀行、足利銀行、東和銀行）と総額10億円のコミットメントライン型（特定融資枠契約）シンジケートローン契約を締結[8]。
- 2009年（平成21年）6月 - ISO 9001：2000の認証を取得。
- 2010年（平成22年）5月 - 本社を現在地に移転。
- 2012年（平成24年）12月 - 株式会社ホームテックを100%完全子会社化。
- 2014年（平成26年）7月 - 持株会社ワイグッドホールディングスを設立、傘下に入る。

## 広告
- 2004年から、松崎しげるによるラジオCMを開始した。2007年7月のRABJによるラジオCM好感度調査（首都圏）では13位にランクインしている。
- 公式キャラクターとして、松崎しげるをモデルとしたゆるキャラ「しげるん」が存在する[9]。

## 関連会社
- 株式会社ワイグッドホールディングス（持株会社、親会社）
  - 株式会社ワイビルド
  - 株式会社桔梗企画設計
  - 株式会社ワイグッドケア
  - 株式会社ジャパンエクシード（介護事業）
- 株式会社エムズキャピタル
- 株式会社ワイズコーポレーション（建築管理業）
- 株式会社ホームテック
- 株式会社和光